# Rémy
Rémy település Franciaországban, Pas-de-Calais megyében. Lakosainak száma 386 fő (2022. január 1.). Rémy Boiry-Notre-Dame, Éterpigny, Haucourt, Sailly-en-Ostrevent és Vis-en-Artois községekkel határos.

## Népesség
A település népessége az elmúlt években az alábbi módon változott:
| Lakosok száma | 307  | 360  | 389  | 395  | 389  | 384  | 378  | 383  | 386  |
|               | 2013 | 2015 | 2016 | 2017 | 2018 | 2019 | 2020 | 2021 | 2022 |